# Gasteranthus
Gasteranthus är ett släkte av tvåhjärtbladiga växter. Gasteranthus ingår i familjen Gesneriaceae.

## Dottertaxa tillGasteranthus, i alfabetisk ordning[1]
- Gasteranthus acropodus
- Gasteranthus acuticarinatus
- Gasteranthus adenocalyx
- Gasteranthus anomalus
- Gasteranthus atratus
- Gasteranthus atrolimbus
- Gasteranthus aurantiacus
- Gasteranthus bilsaensis
- Gasteranthus calcaratus
- Gasteranthus carinatus
- Gasteranthus columbianus
- Gasteranthus corallinus
- Gasteranthus crispus
- Gasteranthus delphinioides
- Gasteranthus dressleri
- Gasteranthus epedunculatus
- Gasteranthus extinctus
- Gasteranthus glaber
- Gasteranthus herbaceus
- Gasteranthus imbaburensis
- Gasteranthus imbricans
- Gasteranthus lateralis
- Gasteranthus leopardus
- Gasteranthus macrocalyx
- Gasteranthus mutabilis
- Gasteranthus orientandinus
- Gasteranthus osaensis
- Gasteranthus otongensis
- Gasteranthus pansamalanus
- Gasteranthus perennis
- Gasteranthus quitensis
- Gasteranthus recurvatus
- Gasteranthus tenellus
- Gasteranthus ternatus
- Gasteranthus timidus
- Gasteranthus trifoliatus
- Gasteranthus wendlandianus
- Gasteranthus villosus